# Памба
Спортивний клуб Памба Шиньянга або просто «Памба» (англ. Pamba Sports Club Shinyanga) — професіональний танзанійський футбольний клуб з міста Шиньянга.

## Історія
Заснований у місті Шиньянга та є найвідомішим клубом у ньому. Вперше в Прем'єр-лізі Танзанії виступав у 1984 році, свій єдиний титул переможця національного чемпіонату команда здобула в 1990 році, а з 2001 року «Памба» виступає в нижчих дивізіонах чемпіонату Танзанії. Також двічі вигравав кубок країни.
На континентальних турнірах «Памба» виступав тричі, найкращим досягненням клубу став вихід до другого раунду Кубку ариканських чемпіонів, в якому танзанійці поступилися «Наківубу Вілла» з Уганди.

## Досягнення
- Прем'єр-ліга Танзанії
  -  Чемпіон (1): 1990

- Кубок Танзанії
  -  Володар (2): 1989, 1992

## Статистика виступів
| Сезон | Турнір                       | Раунд      | Клуб                  | Вдома | На виїзді | Загалом |
| ----- | ---------------------------- | ---------- | --------------------- | ----- | --------- | ------- |
| 1990  | Кубок володарів кубків КАФ   | Попередній | Ансі-о-Пін            | 12-1  | 5-0       | 17-1    |
| 1990  | Кубок володарів кубків КАФ   | 1          | БТМ (Антананаріву)    | 0-0   | 1-2       | 1-2     |
| 1991  | Кубок африканських чемпіонів | Попередній | СОЛ                   | 3-0   | 0-0       | 3-0     |
| 1991  | Кубок африканських чемпіонів | 1          | Мачеде                | 1-0   | 1-1       | 2-1     |
| 1991  | Кубок африканських чемпіонів | 2          | Наківубу Вілла        | 2-1   | 1-4       | 3-5     |
| 1993  | Кубок володарів кубків КАФ   | Попередній | Мукура Вікторі Спортс | 1-0   | 1-2       | 2-2 (в) |
| 1993  | Кубок володарів кубків КАФ   | 1          | Аль-Аглі (Каїр)       | 0-0   | 0-5       | 0-5     |

## Стадіон
Домашні поєдинки команда проводить на «Ньямагана Стедіум Мванза».